# Montgomery Ward (Label)

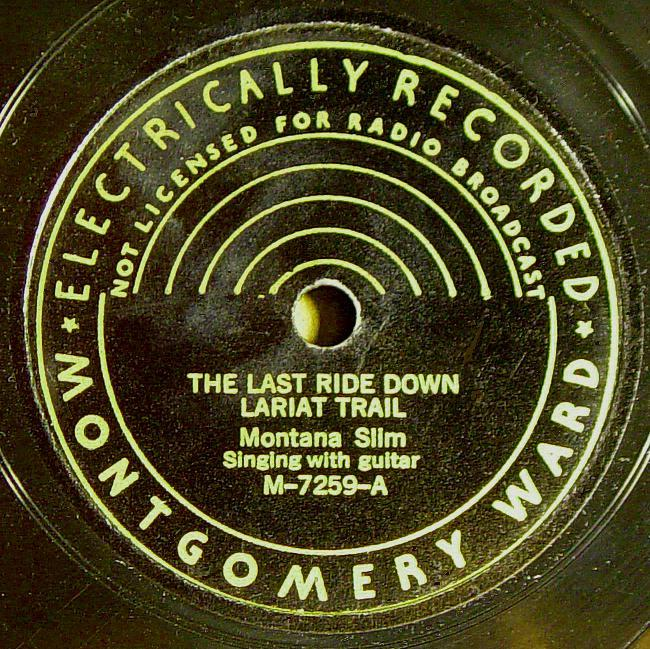
Montana Slim – The Last Ride Down the Lariat Trail, ca. 1937

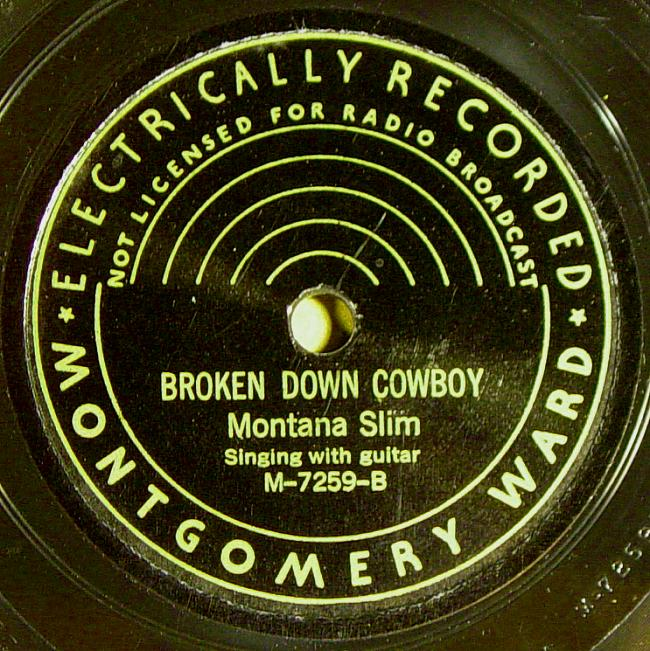
Montana Slim -Broken Down Cowboy, ca. 1937

Montgomery Ward war ein US-amerikanisches Plattenlabel der gleichnamigen Katalogversandhaus-Kette. 1933 begann Montgomery Ward eine Geschäftsbeziehung mit dem Label Victor Records, um deren Erscheinungen auf ihrem eigenen Label neu zu veröffentlichen. Montgomery-Ward-Platten wurden ausschließlich in den Katalogen des Versandhauses und den dazugehörigen Geschäften verkauft.

## Geschichte
Montgomery Wards Aktivitäten als Label starteten 1932 und im Juni 1933 wurde mit Victor ein Vertrag unterschrieben, der es dem Unternehmen erlaubte, Aufnahmen von Victor und später auch dessen Sublabel Bluebird Records auf ihrem eigenen Label zu veröffentlichen. Das Labeletikett-Aussehen der Platten war schlicht; zuerst wurden gelbbraune Platten mit roter Schrift, dann ab Oktober 1933 schwarze Platten mit goldener Schrift produziert. Montgomery Ward veröffentlichte nicht nur Victor-Aufnahmen aller Genres, sondern ließ die Platten auch von Victor herstellen. Während die Hauptserie des Labels vor allem Old-Time und Country, Blues und andere populäre Musik wie Jazz und Swing sowie Gospel beinhaltete, gab es daneben noch die 6000-Serie, die für Klassik bestimmt war.
Ein nicht geringer Teil an eigentlichen Bluebird-Aufnahmen wurde nie auf Bluebird veröffentlicht, sondern gleich auf Montgomery Ward verlegt. Im Katalog des Labels tauchen immer wieder Lücken auf – diese Nummern wurden nicht genutzt und blieben frei.
Obwohl Montgomery Wards Material zu einem Großteil aus den Beständen Victors stammte, gab es auch Veröffentlichungen anderer Labels. Die 1000-Serie enthielt Crown-Master und einige Montgomery-Ward-Platten wurden mit Decca-Aufnahmen gepresst (1935/1936 und 1939). 1940 wurden auch Aufnahmen von Varsity Records veröffentlicht.
Im Dezember 1941 endete Montgomery Wards Zusammenarbeit mit Victor und das Label wurde eingestellt.

## Diskographie
| 4200–5041 (1932–1936) | 7000–7999 (1936–1939) | 8306–8961 (1939–1940) | 10000–10173 (1940) |
| 6000                  | 1000                  |                       |                    |

## Künstler
| Blues: - Washboard Sam - Sonny Boy Williamson II. - Tampa Red - Lonnie Johnson - Booker T. Washington Pop/Jazz/andere: - Joe Emerson - Charlie Barnet - Les Brown - Bob Chester - Ziggy Elman - Shep Fields - Bud Freeman - Erskine Hawkins - Earl Hines - Wingy Manone - Glenn Miller - Artie Shaw - Fats Waller - Jelly Roll Morton - Gene Austin - Narcisco Martinez - Heavenly Gospel Singers - Golden Gate Quartet | Old-Time/Country: - Cliff Carlisle - Jimmie Rodgers - Gene Autry - The Carter Family - Riley Puckett - Gid Tanner and his Skillet Lickers - Carson Robison - Uncle Dave Macon - The Dixon Brothers - Jesse Rogers - Three Tobacco Tags - Wilf Carter - Jimmie Davis - Frank Luther - Floyd County Ramblers - Harry McClintock - Vernon Dalhart - Patsy Montana - Milton Brown - Bill Boyd - Girls of the Golden West - Skyland Scotty - Henry Whitter |